# Прем'єр-дивізіон (Гібралтар)
Футбольна ліга Гібралтару (англ. Gibraltar Premier Division) — найвища футбольна ліга Гібралтару, яка є повністю аматорською. Матчі відбуваються на стадіоні «Вікторія», який вміщує 5000 глядачів.

## Історія
У період з 1895 по 1907 в Гібралтарі єдиним футбольним турніром, організованим Гібралтарською цивільною асоціацією футболу, був Торговий кубок (англ. Merchants Cup). Кубок вручався торговими організаціями Гібралтару. У першому фіналі цього кубка, що зібрав 1500 глядачів, зустрічалися «Гібралтар» і «Джубілі».
Футбольна ліга Гібралтару створена Футбольної асоціацією Гібралтару у 1907 році. Хоча військовим контингентом вже давно була організована футбольна ліга, цивільним командам в ній грати дозволено не було. Перший чемпіонат був представлений вісьмома командами з лідером того часу клубом «Принц Уельський». Успіх футбольних матчів викликав зростання кількості команд, бажаючих вступити в лігу. У 1909 році була створена друге відділення ліги, а в 1910 році змагання були поділені для старших і юнацьких команд.
Навесні 2013 року Гібралтар був прийнятий до УЄФА, і з сезону 2013/14 найкращі команди чемпіонату отримали можливість представляти Гібралтар у єврокубках.

## Сезони
- 1895/96 «Гібралтар»
- 1896/97 «Джубілі»
- 1897/98 «Джубілі»
- 1898/99 «Альбіон»
- 1899/1900 «Екзайлз»
- 1900/01 «Принц Уельський»
- 1901/02 «Екзайлз»
- 1902/03 «Принц Уельський»
- 1903/04 «Принц Уельський»
- 1904/05 «Атлетик»
- 1905/06 «Принц Уельський»
- 1906/07 не проводився
- 1907/08 «Британнія»
- 1908/09 «Принц Уельський»
- 1909/10 «Саут Юнайтед»
- 1910/11 «Саут Юнайтед»
- 1911/12 «Британнія»
- 1912/13 «Британнія»
- 1913/14 «Принц Уельський»
- 1914/15 «Роял Соверін»
- 1915/16 не проводився
- 1916/17 «Принц Уельський»
- 1917/18 «Британнія»
- 1918/19 «Принц Уельський»
- 1919/20 «Британнія»
- 1920/21 «Принц Уельський»
- 1921/22 «Принц Уельський»
- 1922/23 «Принц Уельський»
- 1923/24 «Гібралтар»
- 1924/25 «Принц Уельський»
- 1925/26 «Принц Уельський»
- 1926/27 «Принц Уельський»
- 1927/28 «Принц Уельський»
- 1928/29 «Юероп»
- 1929/30 «Юероп»
- 1930/31 «Принц Уельський»
- 1931/32 «Юероп»
- 1932/33 «Юероп»
- 1933/34 «Коммандер оф зе Ярд»
- 1934/35 «Чіф Констракшн»
- 1935/36 «Чіф Констракшн»
- 1936/37 «Британнія»
- 1937/38 «Юероп»
- 1938/39 «Принц Уельський»
- 1939/40 «Принц Уельський»
- 1940/41 «Британнія»
- 1942/45 не проводився
- 1946/47 «Гібралтар Юнайтед»
- 1947/48 «Гібралтар Юнайтед»
- 1948/49 «Гібралтар Юнайтед»
- 1949/50 «Гібралтар Юнайтед»
- 1950/51 «Гібралтар Юнайтед»
- 1951/52 «Юероп»
- 1952/53 «Принц Уельський»
- 1953/54 «Гібралтар Юнайтед»
- 1954/55 «Британнія»
- 1955/56 «Британнія»
- 1956/57 «Британнія»
- 1957/58 «Британнія»
- 1958/59 «Британнія»
- 1959/60 «Гібралтар Юнайтед»
- 1960/61 «Британнія»
- 1961/62 «Гібралтар Юнайтед»
- 1962/63 «Британнія»
- 1963/64 «Гібралтар Юнайтед»
- 1964/65 «Гібралтар Юнайтед»
- 1965/66 «Ґласіс Юнайтед»
- 1966/67 «Ґласіс Юнайтед»
- 1967/68 «Ґласіс Юнайтед»
- 1968/69 «Ґласіс Юнайтед»
- 1969/70 «Ґласіс Юнайтед»
- 1970/71 «Ґласіс Юнайтед»
- 1971/72 «Ґласіс Юнайтед»
- 1972/73 «Ґласіс Юнайтед»
- 1973/74 «Ґласіс Юнайтед»
- 1974/75 «Манчестер 62»
- 1975/76 «Ґласіс Юнайтед»
- 1976/77 «Манчестер 62»
- 1977/78 не проводився
- 1978/79 «Манчестер 62»
- 1979/80 «Манчестер 62»
- 1980/81 «Ґласіс Юнайтед»
- 1981/82 «Ґласіс Юнайтед»
- 1982/83 «Ґласіс Юнайтед»
- 1983/84 «Манчестер 62»
- 1984/85 «Ґласіс Юнайтед»
- 1985/86 «Лінкольн»
- 1986/87 «Сент-Терезас»
- 1987/88 «Сент-Терезас»
- 1988/89 «Ґласіс Юнайтед»
- 1989/90 «Лінкольн»
- 1990/91 «Лінкольн»
- 1991/92 «Лінкольн»
- 1992/93 «Лінкольн»
- 1993/94 «Лінкольн»
- 1994/95 «Манчестер 62»
- 1995/96 «Сент-Джозефс»
- 1996/97 «Ґласіс Юнайтед»
- 1997/98 «Сент-Терезас»
- 1998/99 «Манчестер 62»
- 1999/2000 «Ґласіс Юнайтед»
- 2000/01 «Лінкольн»
- 2001/02 «Гібралтар Юнайтед»
- 2002/03 «Лінкольн»
- 2003/04 «Лінкольн»
- 2004/05 «Лінкольн»
- 2005/06 «Лінкольн»
- 2006/07 «Лінкольн»
- 2007/08 «Лінкольн»
- 2008/09 «Лінкольн»
- 2009/10 «Лінкольн»
- 2010/11 «Лінкольн»
- 2011/12 «Лінкольн»
- 2012/13 «Лінкольн»
- 2013/14 «Лінкольн»
- 2014/15 «Лінкольн»
- 2015/16 «Лінкольн»
- 2016/17 «Юероп»
- 2017/18 «Лінкольн»
- 2018/19 «Лінкольн»
- 2019/20 не дограли
- 2020/21 «Лінкольн»
- 2021/22 «Лінкольн»
- 2022/23 «Лінкольн»
- 2023/24 «Лінкольн»
- 2024/25 «Лінкольн»

## Чемпіони
| Чемпіони              | Титулів | Роки |
| --------------------- | ------- | --- |
| «Лінкольн»            | 29      | 1985*, 1986, 1990–94, 2001, 2003–07 (як «Ньюкасл Юнайтед»), 2008–16, 2018–19, 2021–22, 2022–23, 2023–24, 2024–25 |
| «Принц Уельський»     | 19      | 1901, 1903, 1904, 1906, 1909, 1914, 1917, 1919, 1921–23, 1925–28, 1931, 1939, 1940, 1953                         |
| «Ґласіс Юнайтед»      | 17      | 1966–74, 1976, 1981–83, 1985*, 1989, 1997, 2000                                                                  |
| «Британнія»           | 14      | 1908, 1912, 1913, 1918, 1920, 1937, 1941, 1955–59, 1961, 1963                                                    |
| «Гібралтар Юнайтед»   | 11      | 1947–51, 1954, 1960, 1962, 1964, 1965, 2002                                                                      |
| «Манчестер 62»        | 7       | 1975, 1977, 1979, 1980, 1984, 1995, 1999                                                                         |
| «Юероп»               | 7       | 1929, 1930, 1932, 1933, 1938, 1952, 2017                                                                         |
| «Сент-Терезас»        | 3       | 1987, 1988, 1998                                                                                                 |
| «Гібралтар»           | 2       | 1896, 1924 |
| «Джубілі»             | 2       | 1897, 1898 |
| «Екзайлз»             | 2       | 1900, 1902 |
| «Саут Юнайтед»        | 2       | 1910, 1911 |
| «Чіф Констракшн»      | 2       | 1935, 1936 |
| «Альбіон»             | 1       | 1899 |
| «Атлетик»             | 1       | 1905 |
| «Роял Соверін»        | 1       | 1915 |
| «Коммандер оф зе Ярд» | 1       | 1934 |
| «Сент-Джозефс»        | 1       | 1996 |

- Примітка: Два клуби («Лінкольн» та «Ґласіс Юнайтед») поділили перше місце.